# Coaxocoyo
Coaxocoyo är en ort i Mexiko.   Den ligger i kommunen Tampamolón Corona och delstaten San Luis Potosí, i den centrala delen av landet, 240 km norr om huvudstaden Mexico City. Coaxocoyo ligger 106 meter över havet och antalet invånare är 248.
Terrängen runt Coaxocoyo är huvudsakligen kuperad, men österut är den platt. Coaxocoyo ligger nere i en dal. Runt Coaxocoyo är det ganska tätbefolkat, med 124 invånare per kvadratkilometer. Närmaste större samhälle är Villa Terrazas, 13,6 km söder om Coaxocoyo. I omgivningarna runt Coaxocoyo växer huvudsakligen savannskog.